# Chirimía (Colombia)
La chirimía es un estilo musical de Colombia, del centro-norte del Chocó, arriba de la desembocadura del río San Juan. La palabra chirimía tiene una doble acepción en el folclore colombiano. Por una parte, es un formato musical, con instrumentos nativos hechos en madera, que ya poco se ve; contó con grandes virtuosos en las regiones del Cauca y particularmente en Popayán. Con sonido bastante aproximado al de la gaita, exige un considerable esfuerzo pulmonar habiéndose dicho también que su sonido lo produce en realidad la garganta del músico”. Pero chirimía también se llamó al conjunto donde desde muy antiguo figuraba el instrumento antes explicado, “cuya función melódica estaba reforzada por las flautas de caña [de tipo travesero]”. Al desaparecer aquel instrumento, chirimía se llama hoy al conjunto instrumental “popular del Pacífico y más particularmente de la región del Cauca, constituido por flautas traveseras de caña, guacharacas, tambora, castrueray [triángulo], que hace su aparición en las fiestas tradicionales de Popayán, especialmente en los Aguinaldos”. Chirimías, en el Cauca, es el nombre del instrumento de viento y también el del conjunto musical propiamente dicho.
Los antepasados de los payaneses, es decir los "pubenenses" no sólo acostumbraban la música para sus areitos y bambucos sino que todas sus formaciones militares eran presididas por una chirimía, que bajo las órdenes de un director no cesaban de tocar sus aires marciales durante el combate, los cuales le daban a los guerreros animosidad en la pelea y ardor ofensivo en la contienda.